# André Maugars
André Maugars, né vers 1580 et mort vers 1645, était un gambiste, interprète et traducteur français actif en Angleterre et en France dans la première moitié du XVIIe siècle.

## Biographie
De nombreux éléments et anecdotes de sa vie proviennent de l'historiette "Maugars" de Gédéon Tallemant des Réaux. Celui-ci le dépeint comme un personnage assez irascible.
Il est d'abord identifié comme un musicien attaché à Henriette Marie de France, et la suit à Londres après son mariage avec Charles Ier d'Angleterre en 1625 ; il y reste jusque vers 1627.
Revenu en France, il est nommé interprète du roi en langue anglaise et publie en 1624 et 1634 deux traductions d’ouvrages de Francis Bacon.
Il devient musicien particulier du cardinal de Richelieu. Il est cité à deux reprises dans L'Harmonie universelle de Marin Mersenne (1636), comme un virtuose de  la viole. Il donnait également des concerts privés, participant par exemple à l'académie de la vicomtesse d'Auchy.
Richelieu l'envoie en Espagne avec son diplomate Guillaume Bautru. Il lui fait attribuer le bénéfice de prieur de Saint-Pierre-Eynac (Auvergne) en 1630. Disgracié par le cardinal après des propos inadéquats à l’endroit du roi à l'occasion d'un concert, il fait en 1638 un voyage en Italie, où il croise Tallemant, et d’où il rapporte sa Responce faite à un curieux, publiée anonymement, un document important pour la vision de la musique italienne par un Français.

## Œuvres

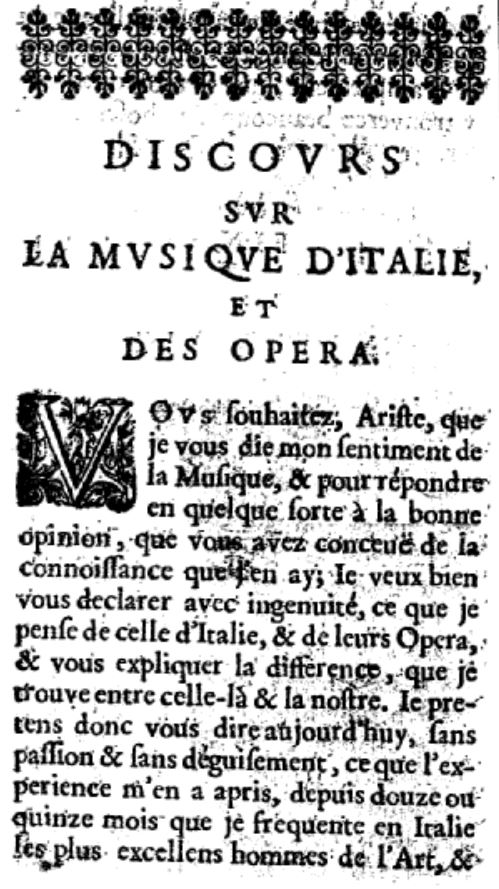
Début de la Responce d'André Maugars dans l'édition de 1672.

- Francis Bacon, Le Progrez et avancement aux sciences divines et humaines, composé en anglois par Messire François Bacon... traduit en françois par A. Maugars. Paris : Pierre Billaine, 1624. 8°, XII-640 p.

Edition réimprimée en 1634 à Paris par Sébastien Cramoisy.
- Francis Bacon, Considérations politiques pour entreprendre la guerre contre l'Espagne, traduites de l'anglais de messire François Bacon... par le sieur Maugars... Paris : Sébastien Cramoisy, 1634. 4°.
- Response faite à un curieux sur le sentiment de la musique en Italie, escrite à Rome, le 1er octobre 1639. S.l.n.d., 8°, 32 p. Paris BNF : RES-V-2469 et 2471. Paris Maz. : 29.988.

Texte repris avec des changements dans Pierre de Saint-Glas, éd. Divers traitez d'histoire, de morale et d'éloquence... VI. Discours de la musique d'Italie et des Opéras. Paris : Vve C. Thiboust et E. Esclassan, 1672. 12°, [8]-179 p. Numérisé sur Gallica.
Copie par Marie-Louise Pereyra à Paris BNF (Mus.) : F-879(1).
Extrait dans Jacques-Gabriel Prod'homme, Écrits de musiciens, XVe – XVIIIe siècles... Paris : Mercure de France, 1912.
Édition scientifique par Joël Heuillon : Paris : Association GKC, 1991. (Cahiers GKC. La musique éloquente ; 1).
Traduction italienne et commentaires par Jean Lionnet, « André Maugars : Risposta data a un curioso sul sentimento della musica d’Italia », Nuova rivista musicale italiana 19/4 (1985), p. 681-707.
Fac-similé avec traduction anglaise et notes de H. Wiley Hitchcock. Genève : Minkoff, 1993.